# Vallei van de Vleterbeek en omgeving
De Vallei van de Vleterbeek en omgeving is een landschappelijke ankerplaats in de West-Vlaamse gemeente Poperinge.
Het gebied is gelegen in en langs de vallei van de Vleterbeek, en wel vanaf de Belgisch-Franse grens bij Abele tot nabij de kom van de stad Poperinge. De Vleterbeek heeft hier nog zijn meanderende loop. Deze beek heeft een vallei in tertiaire klei (Formatie van Ieper) en daarmee steile oevers.
De beek wordt omzoomd door open akkers. Hier en daar zijn nog de hopvelden te zien. In het uiterste zuidwesten (bij Abele) ligt het Lijssenthoek Military Cemetery, een militaire begraafplaats met Britse gesneuvelden tijdens de Eerste Wereldoorlog.